# Прошовицкий повет
Прошовицкий повет (пол. Powiat proszowicki) — повет (район) в Польше, входит как административная единица в Малопольское воеводство. Центр повета — город Прошовице. Занимает площадь 414,57 км². Население — 43 561 человек (на 2005 год).
Состав повета:
- города: Прошовице, Нове-Бжеско
- городско-сельские гмины: Гмина Прошовице, Гмина Нове-Бжеско
- сельские гмины: Гмина Конюша, Гмина Кошице, Гмина Палечница, Гмина Радземице

## Демография
Население повета дано на 2005 год.
| Перепись            | Всего  | Всего | Женщины | Женщины | Мужчины | Мужчины |
| ------------------- | ------ | ----- | ------- | ------- | ------- | ------- |
|                     | чел.   | %     | чел.    | %       | чел.    | %       |
| Всего               | 43 561 | 100   | 22 098  | 50,7    | 21 463  | 49,3    |
| Городское население | 6187   | 100   | 3263    | 52,7    | 2924    | 47,3    |
| Сельское население  | 37 374 | 100   | 18 835  | 50,4    | 18 539  | 49,6    |